# Anatrichus minutus
Anatrichus minutus är en skalbaggsart som beskrevs av Pierre François Marie Auguste Dejean. Anatrichus minutus ingår i släktet Anatrichus och familjen jordlöpare. Inga underarter finns listade i Catalogue of Life.